# 散在ガ池森林公園
散在ガ池森林公園（さんざがいけしんりんこうえん）は、神奈川県鎌倉市の今泉台7丁目にある都市公園（風致公園）である。

## 概要
砂押川水源域の谷戸に造られた、灌漑用人造湖である散在ガ池（散在ヶ池、別名：鎌倉湖）を中心として、周囲の森林を生かした散策路がある森林公園である。面積は12.9ヘクタール。
冬鳥観察のポイントであるほか、鎌倉市北部の丘陵地帯に設置された天園ハイキングコースの出入り口に近くハイキングの起終点である。サクラの名所としても知られる。

## 歴史
安政年間（1854年-1859年）、今泉山称名寺が、裏今泉と呼ばれたこの地を所有。江戸時代には大船、岩瀬、今泉の三集落に無償で貸与。その当時は「散在の山」と呼ばれていた。1869年（明治2年）、この地を統轄していた小菅ケ谷（現・横浜市栄区）の総名主の梅澤与次右エ門が、岩瀬、今泉の集落の有志を集めて灌漑用ため池を築造した。1957年（昭和32年）から1959年（昭和34年）にかけて大船土地改良区による堤の改修が行われ、1967年～1968年（昭和42～43年）には周囲の宅地化にあわせて調整池としての機能が整備された。その後風致公園として再整備が行われ、1982年（昭和57年）6月1日に開園した。

## 交通
- 大船駅東口から鎌倉湖畔行江ノ電バス、今泉不動停留所下車